# Wingko Sigromulyo
Wingko Sigromulyo is een bestuurslaag in het regentschap Purworejo van de provincie Midden-Java, Indonesië. Wingko Sigromulyo telt 302 inwoners (volkstelling 2010).